# あきと由佳のIdol Park
あきと由佳のIdol Park（あきとゆかのあいどるぱーく）は、2004年7月17日から2006年7月19日までエンタ!371で放送されていたバラエティ番組である。「Idol Park」の前番組である。

## 出演者
司会
- ほしのあき
- 小阪由佳

アシスタント
- 白鳥百合子
- 玲奈

メインゲスト
1. 花井美里（2004年7月17日）
2. 川村ゆきえ（2004年8月2日）
3. 小明（2004年9月1日）
4. 大久保麻梨子（2004年9月16日）
5. 松本まりか（2004年10月4日）
6. 山崎真実（2004年10月10日）
7. 二宮優（2004年11月3日）
8. 水谷さくら（2004年11月17日）
9. 宮前るい（2004年12月6日）
10. 太田千晶（2005年1月4日）
11. 山本早織（2005年2月1日）
12. 松嶋初音（2005年3月4日）
13. 天川美穂（2005年4月16日）
14. 原田桜怜（2005年5月16日）
15. 小松彩夏（2005年6月22日）
16. 星ひとみ（2005年7月20日）
17. 伊藤かな（2005年8月17日）
18. 愛川ゆず季（2005年9月21日）
19. 鈴木あきえ（2005年10月19日）
20. 神楽坂恵（2005年11月16日）
21. 二宮歩美（2005年12月21日）
22. 後藤ゆきこ、佐野夏芽（2時間SP：2006年1月1日）
23. 石井めぐる（2006年2月22日）
24. 島本里沙（2006年3月4日）
25. 鈴木繭菓（2006年4月19日）
26. 石坂ちなみ（2006年5月17日）
27. 立花彩野（2006年6月21日）
28. 相澤仁美（2006年7月19日）
29. 小林恵美（2006年8月2日）
30. 百瀬実咲（2006年9月20日）
31. 原幹恵（2006年10月18日）
32. 松山まみ（2006年11月22日）
33. 木口亜矢（2006年12月20日）
34. 田代さやか（2007年1月17日）

| スタブアイコン | サブスタブ | この項目は、まだ閲覧者の調べものの参照としては役立たない、テレビ番組に関連した書きかけの項目です。この項目を加筆・訂正などしてくださる協力者を求めています（P:テレビ/PJ:放送または配信の番組）。 |